# 폐기능 검사

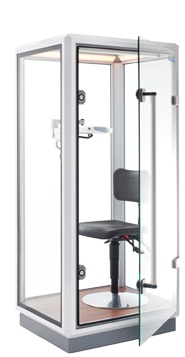
체적변동기록기 “바디 박스”

폐기능 검사(Pulmonary function testing, PFT)는 환자 병력, 신체 검사, 폐기능 검사를 포함하여 호흡계를 완벽하게 평가하는 것이다. 폐기능 검사의 주요 목적은 폐 손상의 심각도를 확인하는 것이다. 폐기능 검사는 진단 및 치료 역할을 하며 임상의가 폐 질환 환자에 대한 몇 가지 일반적인 질문에 답하는 데 도움이 된다. PFT는 일반적으로 폐기능 기술자, 호흡 치료사, 호흡 생리학자, 물리 치료사, 호흡기 전문의 또는 일반의가 수행한다.

## 목적
폐기능 검사는 다음과 같은 다양한 이유로 사용되는 진단 및 관리 도구이다.
- 폐질환을 진단한다.
- 천식, 만성 폐쇄성 폐질환, 낭포성 섬유증과 같은 만성질환의 영향을 모니터링한다.
- 폐기능의 조기 변화를 감지한다.
- 기도의 협착을 확인한다.
- 기도 기관지 확장제의 반응성을 평가한다.
- 환경 요인이 폐에 손상을 입혔는지 확인한다.
- 수술 전 검사[2]